# Wydział Inżynierii Lądowej Politechniki Warszawskiej
Wydział Inżynierii Lądowej – jeden z trzech najstarszych (został utworzony w 1915 roku) wydziałów Politechniki Warszawskiej. 

## Opis
Siedzibą wydziału jest jego własny budynek przy al. Armii Ludowej 16. Wydział kształci studentów na kierunku Budownictwo. Wydział Inżynierii Lądowej wraz z  École Nationale des Ponts et Chaussées ParisTech  oferuje też program podwójnego dyplomu na studiach II stopnia na kierunku Budownictwo. Od roku akademickiego 2019/2020  na WIL wspólnie z  Wydziałem Transportu PW został uruchomiony nowy kierunek studiów stacjonarnych II stopnia Budowa i Eksploatacja Infrastruktury Transportu Szynowego dla absolwentów studiów inżynierskich kierunków Budownictwo oraz Transport. 
Wydział przyjmuje rocznie około 370 studentów na studia polskojęzyczne i 90 osób na studia angielskojęzyczne na studiach dziennych oraz około 250 osób na studia zaoczne. Ogólna liczba studentów na początku roku akademickiego wynosiła około 1600. Wydział zatrudnia ponad 160 pracowników na etatach badawczo-dydaktycznych i dydaktycznych w tym 34 pracowników ze stopniem doktora habilitowanego lub z tytułem naukowym profesora, adiunktów ze stopniem doktora habilitowanego oraz adiunktów ze stopniem doktora. Kadrę Wydziału tworzy ponadto grupa ponad 70 osób personelu techniczno-administracyjnego.
Wydział współpracuje z wieloma uczelniami zagranicznymi, w tym z Uniwersytetem Michigan w Stanach Zjednoczonych, Politechniką Gedymina w Wilnie, Moskiewską Akademią Budownictwa oraz Akademią Budownictwa i Architektury w Dnipropietrowsku, Uniwersytetem w Liège, Uniwersytetem Technicznym (RWTH) w Akwizgranie, Katolickim Uniwersytetem w Leuven, Instytutem Badawczym (IRMA) w Lublianie oraz Instytutem Technologii i Norm (NIST) w Gaithersburgu.

## Specjalności na kierunku Budownictwo
Wydział Inżynierii Lądowej oferuje studentom następujące specjalności i specjalizacje:
- Konstrukcje Budowlane i Inżynierskie;
- Inżynieria Komunikacyjna;
- Drogi Szynowe;
- Inżynieria Produkcji Budowlanej;
- Mosty i Budowle Podziemne;
- Teoria Konstrukcji;
- Budownictwo Zrównoważone.

W ramach specjalizacji dodatkowo oferowane są następujące kursy dyplomowe:  Technologia Budowy Dróg, Planowanie i Inżynieria Ruchu, Projektowanie i Eksploatacja Dróg.

## Instytuty
- Instytut Inżynierii Budowlanej
- Instytut Dróg i Mostów

## Władze
- Dziekan: prof. dr hab. inż. Andrzej Garbacz
- Prodziekan ds. Ogólnych i Nauki: prof. dr hab. inż. Artur Zbiciak
- Prodziekan ds. Studiów: dr hab. inż.Michał Sarnowski, prof. uczelni
- Prodziekan ds. Studenckich: dr inż. Wioletta Jackiewicz-Rek
- Prodziekan ds. Rozwoju i Współpracy Międzynarodowej: dr hab.inż. Jan Król, prof.uczelni

## Absolwenci (m.in)
- Damian Czykier
- Jacek Gmoch
- Michał Kleiber
- Marcin Mroczek
- Jan Różycki